# 本角文蔵
本角 文蔵（もとずみ ぶんぞう、慶応4年7月14日（1868年8月31日） - 昭和10年（1935年）1月25日）は、日本の政治家。中浜村長（第4代）。初代中浜村長本角寅造の義弟。

## 経歴
小篠津村（のち鳥取県境港市小篠津町）の本角家は代々"与平"、"所十郎"を襲名する豪農で、大庄屋をつとめた由緒ある家柄だった。
29歳で村長に就任し、大正3年（1914年）から耕地整理事業に着手したほか、米川水利灌漑事業、信用組合創設等を行って養蚕で栄える本村農業の振興につとめた。
さらに農業補習学校の分教場制度を廃止して、教育の質的向上を図り、尋常高等小学校の増築もなした。